# Хидетака Нишијама
Хидетака Нишијама (Токио, 10. октобар 1928. — Лос Анђелес, 7. новембар 2008) био је истакнути јапански мајстор шотокан стила каратеа.
Године 1933. почео је тренирати кендо, а 1938. и џудо. 
Године 1943. почео је тренирати шотокан карате у Хомбу доџу под надзором његовог оснивача, Гичина Фунакошија. До 1946. полаже за црни појас у каратеу а до 1948, полаже за други дан (нидан).
Године 1952. почео је са обуком шотокан каратеа америчке војске при Стратешкој ваздушној команди (SAC).
Године 1960. објавио је своју прву књигу.
Дана 1. новембра, 2003, додељен му је десети дан (џудан), највеће могуће звање мајстора у шотокану.
Нишијама је био председник Светске федерације традиционалног каратеа (ITKF).
Његови познати ученици су селектори југословенске карате репрезентације — браћа Јорга (Владимир и Илија).
Нишијама је преминуо 7. новембра, 2008. у Лос Анђелесу, Сједињене Америчке Државе.